# Puccinia acetosae
Puccinia acetosae ist eine Ständerpilzart aus der Ordnung der Rostpilze (Pucciniales). Der Pilz ist ein Endoparasit von Ampfern. Symptome des Befalls durch die Art sind Rostflecken und Pusteln auf den Blattoberflächen der Wirtspflanzen. Sie ist paläarktisch verbreitet.

## Merkmale

### Makroskopische Merkmale
Puccinia acetosae ist mit bloßem Auge nur anhand der auf der Oberfläche des Wirtes hervortretenden Sporenlager zu erkennen. Sie wachsen in Nestern, die als gelbliche bis braune Flecken und Pusteln auf den Blattoberflächen erscheinen.

### Mikroskopische Merkmale

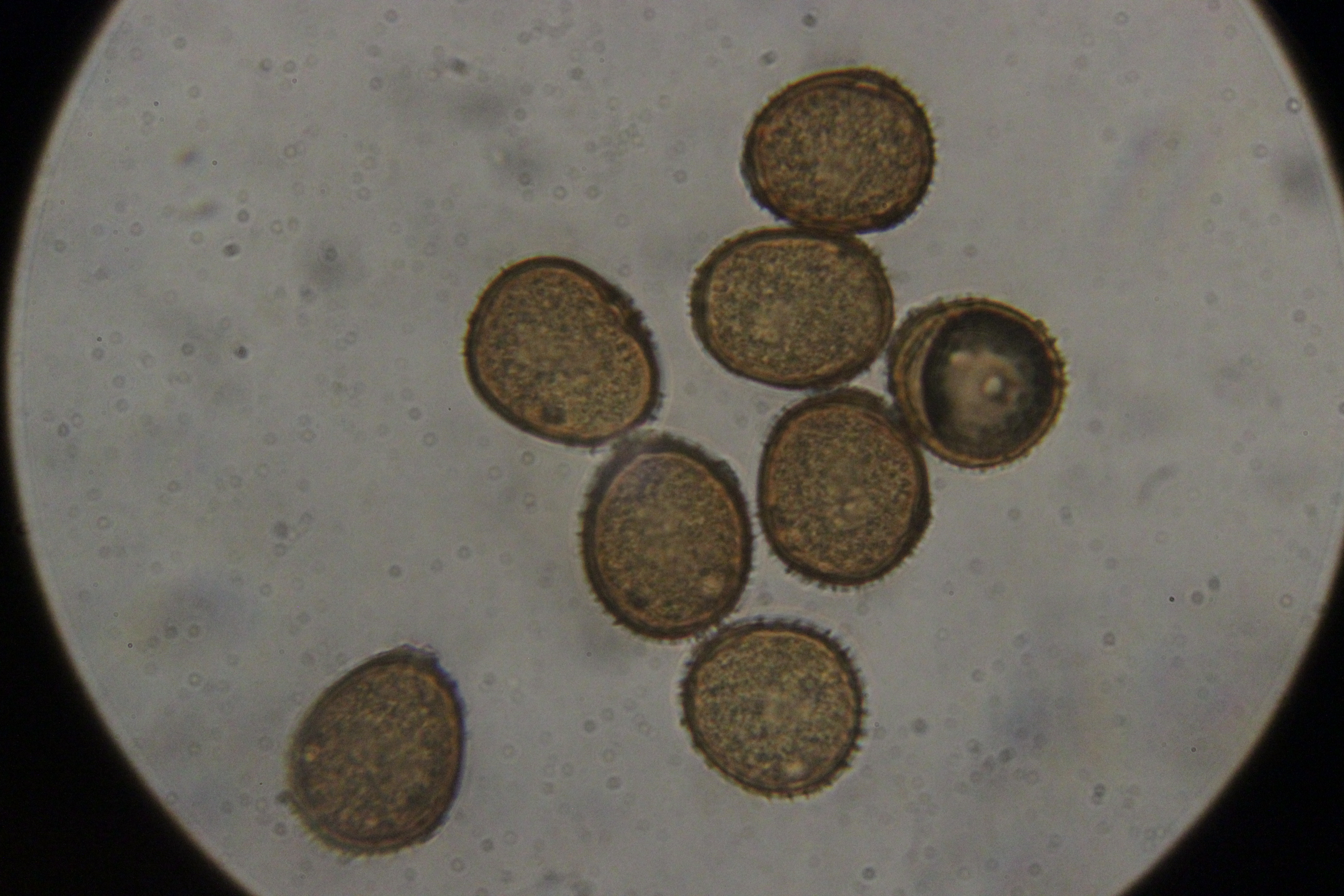
Uredosporen

Das Myzel von Puccinia acetosae wächst wie bei allen Puccinia-Arten interzellulär und bildet Saugfäden, die in das Speichergewebe des Wirtes wachsen. Spermogonien und Aecien der Art sind unbekannt. Die beidseitig auf den Wirtsblättern wachsenden Uredien des Pilzes sind braun, zerstreut und früh unbedeckt. Ihre gelbbraunen Uredosporen sind 18–24 × 24–31 µm groß, kugelig bis eiförmig und leicht stachelwarzig. Die blattunterseitig wachsenden Telien der Art sind klein, rundlich, schwarzbraun und lange bedeckt, sie besitzen bräunliche Paraphysen. Die gelbbraunen Teliosporen sind zweizellig, in der Regel ellipsoid bis eiförmig, warzig und 28–42 × 19–26 µm groß. Ihre Stiele sind farblos und bis zu 35 µm lang.

## Verbreitung
Das bekannte Verbreitungsgebiet von Puccinia acetosae umfasst die gesamte Paläarktis.

## Ökologie
Die Wirtspflanzen von Puccinia acetosae sind diverse Ampfer (Rumex spp.). Der Pilz ernährt sich von den im Speichergewebe der Pflanzen vorhandenen Nährstoffen, seine Sporenlager brechen später durch die Blattoberfläche und setzen Sporen frei. Die Art verfügt über einen Entwicklungszyklus von dem bislang nur Telien und Uredien bekannt sind; ob sie einen Wirtswechsel vollzieht, ist deshalb nicht bekannt.